# Otradnoje (Kraj Ałtajski)
Otradnoje (ros. Отрадное) – wieś w Rosji, w Kraju Ałtajskim, w rejonie kytmanowskim. W 2010 liczyła 243 mieszkańców.